# Conop (gmina)
Conop – gmina w Rumunii, w okręgu Arad. Obejmuje miejscowości Belotinț, Chelmac, Conop, Milova i Odvoș. W 2011 roku liczyła 2258 mieszkańców.